# 危険な女たち
『危険な女たち』（きけんなおんなたち）は、1985年に松竹が製作した日本映画。大竹しのぶ主演・野村芳太郎監督。
アガサ・クリスティ原作『ホロー荘の殺人』の映画化。舞台を南紀・白浜に置き換え、別荘でおきた殺人事件をもとに、女の愛憎のドラマを描く。
野村芳太郎監督は、本作の撮了後20年、没するまで一本も映画を撮ることがなかった。結果的に本作が遺作となった。

## キャスト
- 大竹しのぶ : 棚瀬紀子
- 藤真利子 : 津田淳子（橘まゆみ）
- 和由布子 : 水野美智子
- 寺尾聰 : 棚瀬秀雄（神戸善燐病院院長代行）
- 三田村邦彦 : 升森弘
- 池上季実子 : 藤井冴子
- 夏八木勲 : 堂園（和歌山県警）
- 小沢栄太郎 : 絹村健一郎（神戸善燐病院院長）
- 北林谷栄 : 絹村ハナ
- 石坂浩二 : 枇杷坂周平（ミステリー作家）
- 日色ともゑ : 枇杷坂の別荘のお手伝い石崎（堂園の妹）
- 加藤嘉 : 入院患者
- 浜村淳 : 津田淳子が歌う店の客
- 安野ともこ
- 岡本真実

## スタッフ
- 監督 : 野村芳太郎
- 製作 : 野村芳太郎・野村芳樹
- 脚本 : 竹内銃一郎・古田求
- 原作 : アガサ・クリスティー 『ホロー荘の殺人』
- 撮影 : 川又昂
- イメージフォト : 立木義浩
- 録音 : 原田真一・松本隆司
- 照明 : 小林松太郎
- 編集 : 太田和夫
- 美術 : 森田郷平
- 監督助手 : 松原信吾
- 音楽デザイン : 杉田一夫
- 主題歌 : 安野ともこ「ミステリユ」（キャニオン・レコード）

作詞：秋山道男　作曲・編曲：細野晴臣
- 撮影協力 : 和歌山県観光連盟、白浜町、白浜観光協会、大町景水苑、明光バス、東亜国内航空他

## 製作
アガサ・クリスティー原作『ホロー荘の殺人』の映画化に当たり、アメリカ、イギリス、西ドイツ、オーストラリアと日本の松竹5ヶ国で激しい版権争いが起こり、松竹が日本映画としては破格の30万ポンド（当時の日本円で約9000万円）で映画化権を勝ち取った。それまでの海外小説の映画化権料は1000万円前後が相場で、高くても2～3000万円だったため、破格の高額権料として話題を呼んだ。アガサ・クリスティーの小説の映画化は当時で全世界で23本、うち10本が日本でも公開されていた。当初のクランクインは1984年6月の予定だったが、映画化権を巡るゴタゴタがあり、松竹はたまたま主演の大竹しのぶが妊娠したため、それを理由として製作延期を発表し、公開は約一年遅れた。
BS松竹東急の作品紹介に書かれた「ひとりの男性をめぐる4人の女性の…」の説明は、大竹しのぶ、藤真利子、和由布子、池上季実子を指すが、このうち和由布子は三田村邦彦に恋するため「ひとりの男性（寺尾聰）をめぐる3人の女性」が正しい。美人女優が競演するため、衣装協力として30社程度のDCブランド等がエンドクレジットで表記される。

## ロケ地
- 和歌山県白浜町アドベンチャーワールド、兵庫県神戸市三宮[7]、妙法寺川?。